# Magnus Gustav Arbien
Magnus Gustav Arbien (Kristiania (ma Oslo), 1716. szeptember 25. – Koppenhága, 1760. január 27.) svéd-dán éremmetsző.

## Élete
Peder Eriksen Arbien felügyelő és Johanne Holm fia és Hans Arbien portréfestő fivére volt.
Először koppenhágában, majd Johan Hedlingernél tanult Stockholmban. 1744-ben visszatért Koppenhágába, ahol udvari érmesként alkalmazták. Királyi támogatással 1751-ben Stockholmba és Párizsba utazott.
Arbien képviselteti magát a stockholmi királyi érmekabinetben.

## Fordítás
- Ez a szócikk részben vagy egészben  a   Magnus Gustav Arbien című svéd Wikipédia-szócikk ezen változatának fordításán alapul.  Az eredeti cikk szerkesztőit annak laptörténete sorolja fel. Ez a jelzés csupán a megfogalmazás eredetét és a szerzői jogokat jelzi, nem szolgál a cikkben szereplő információk forrásmegjelöléseként.